# Trichopoda pennipes
Trichopoda pennipes es una mosca de la familia Tachinidae. Es un parasitoide, principalmente de insectos pentatomorfos.

## Descripción
Los adultos de Trichopoda pennipes miden de 7 a 13 mm, casi tan grandes como las moscas domésticas. Tienen cabezas aterciopeladas, negras. El tórax, también aterciopelado es negro o marrón oscuro con franjas amarillentass. Los ojos son grandes y castaños con un espacio amarillo entre ellos. Generalmente las hembras tienen un abdomen naranja con su extremo de color negro. Los machos tienen un abdomen de color uniforme.

## Distribución
Esta especie es nativa de Norteamérica (Estados Unidos y México). Ha sido introducida a Hawái y Sudamérica, y también al sur de Europa (Francia, Italia y España).

## Hábitat
Praderas y los bordes de terrenos de cultivos donde se suelen encontrar las especies huéspedes.

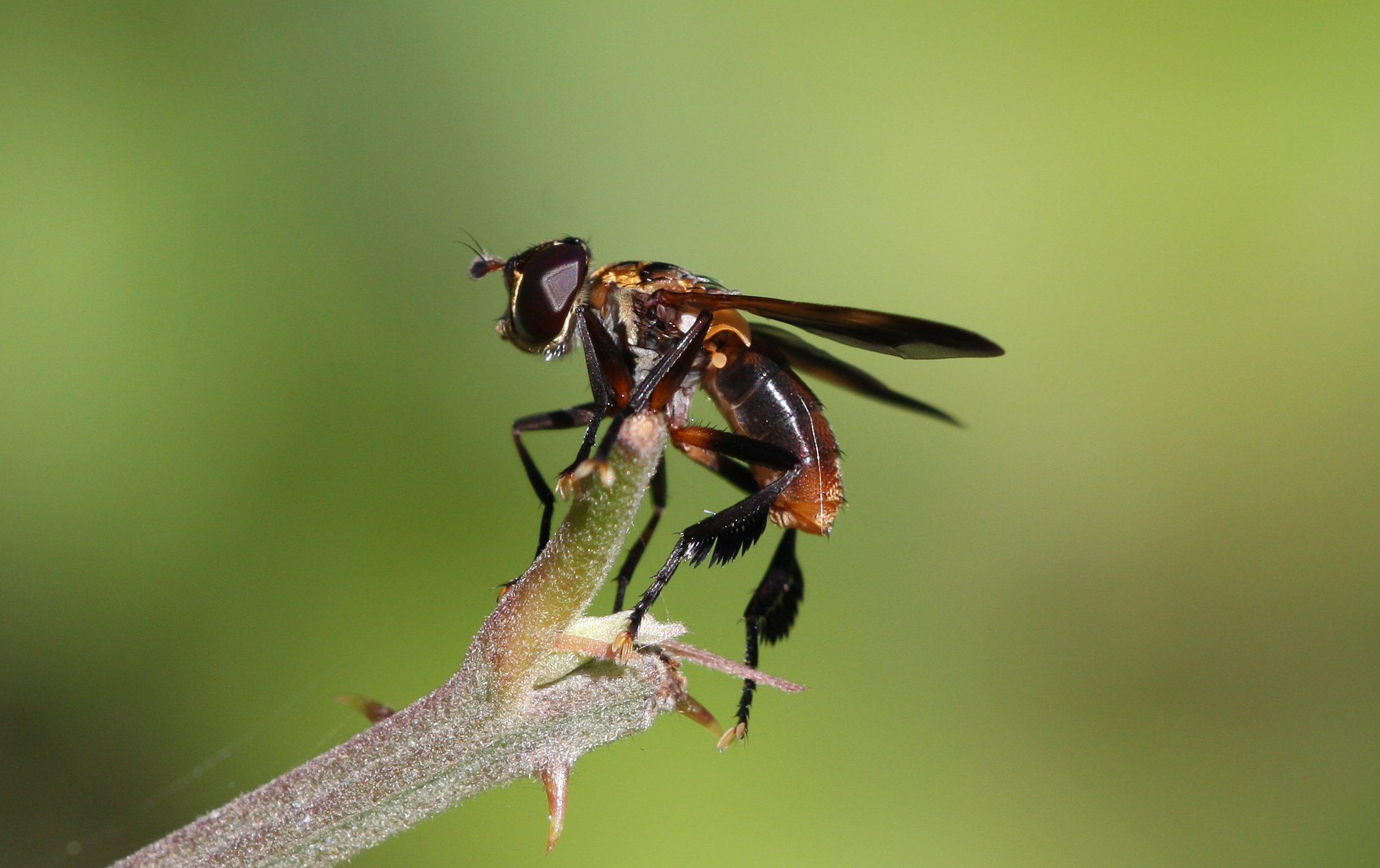
Trichopoda pennipes con sus características patas velludas

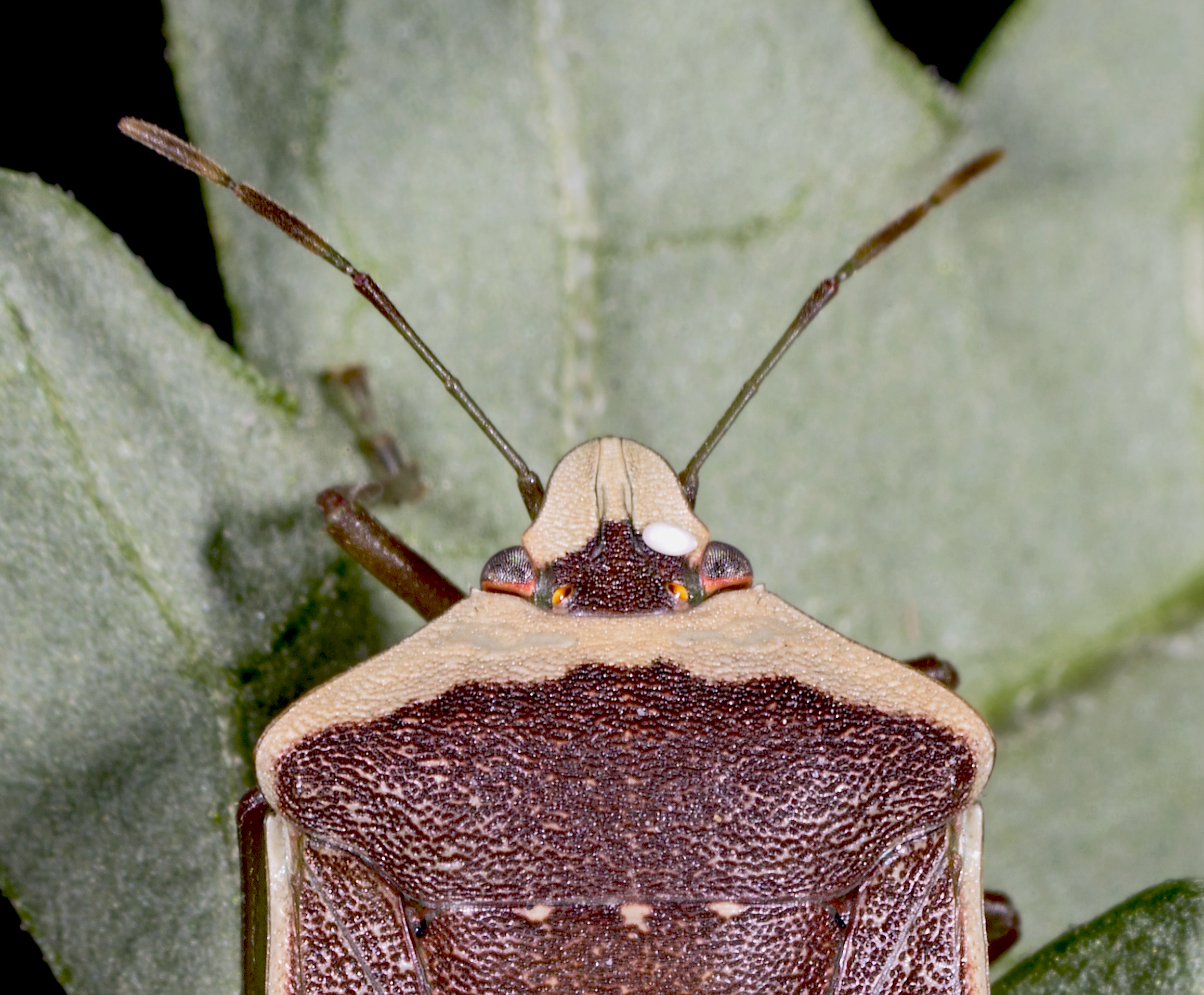
Huevo en la cabeza de Nezara viridula

## Ciclo vital
Trichopoda pennipes aparecen al final de la primavera o principios del verano. Los adultos se alimentan del néctar de las flores, por ejemplo Daucus carota y Spiraea. Se las suele ver revoloteando sobre las plantas en busca de huéspedes donde depositar los huevos. Los húéspedes más comunes son el bicho de los zapallos y otros bichos hediondos. La hembra generalmente deposita varios huevos ovalados, blanquecinos en las ninfas de estos insectos o en adultos. Las larvas son parasitoides de Hemiptera, especialmente de las familias Coreidae, como Leptoglossus occidentalis, de Pentatomidae, Largidae y Scutelleridae. Si hay varios huevos en un huésped, generalmente uno solo sobrevive. Hay hasta tres generaciones por año.

## Uso como control biológico
Se usa Trichopoda pennipes como control biológico de algunas plagas de la agricultura, por ejemplo de Nezara viridula, plaga de las legumbres, que se originó en Etiopía pero que ahora ha alcanzado una distribución mundial. También ayuda a controlar a Anasa tristis, una plaga de las calabazas y otras cucurbitáceas.

## Galería

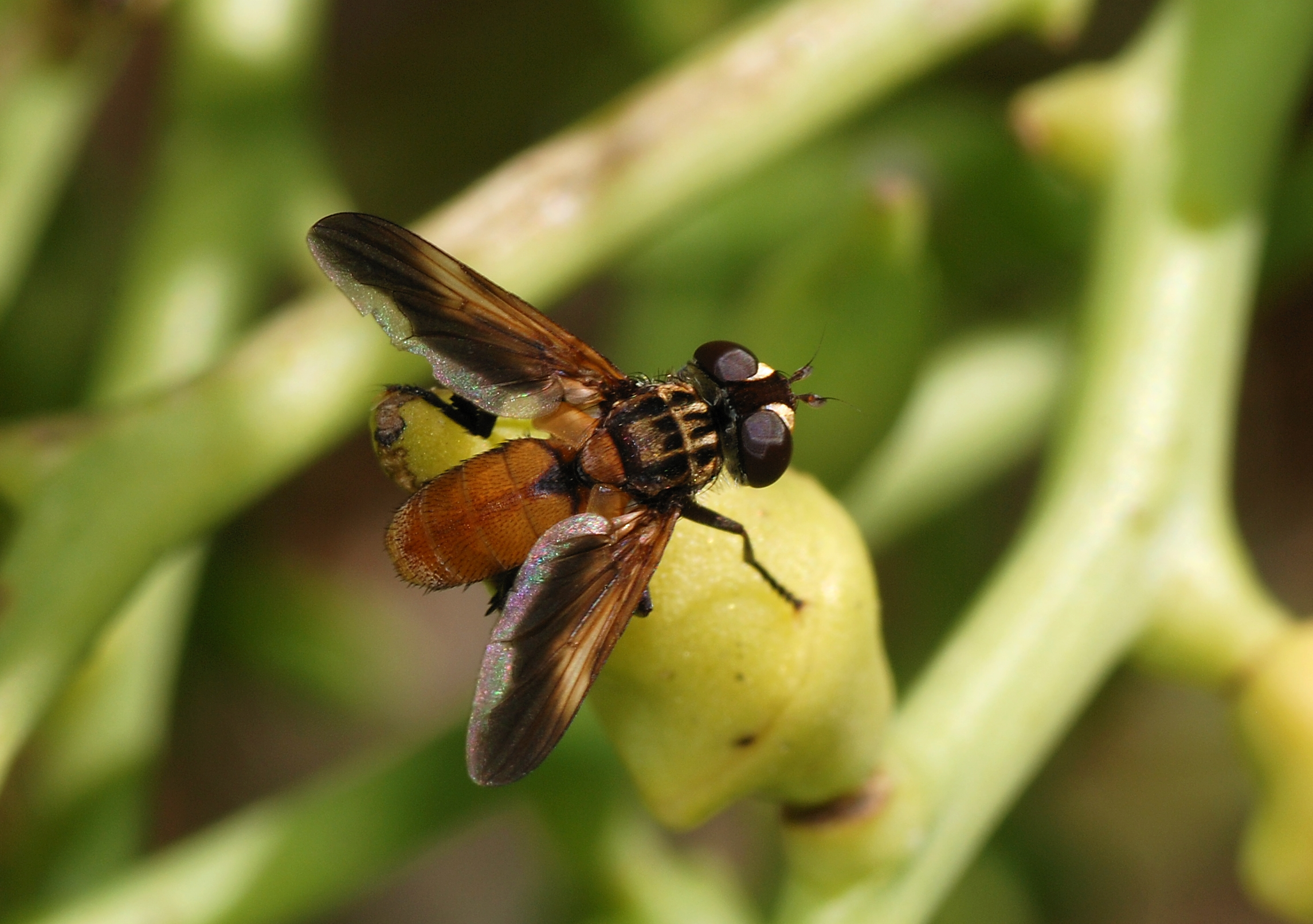
Macho, con marcas rojizas en las alas
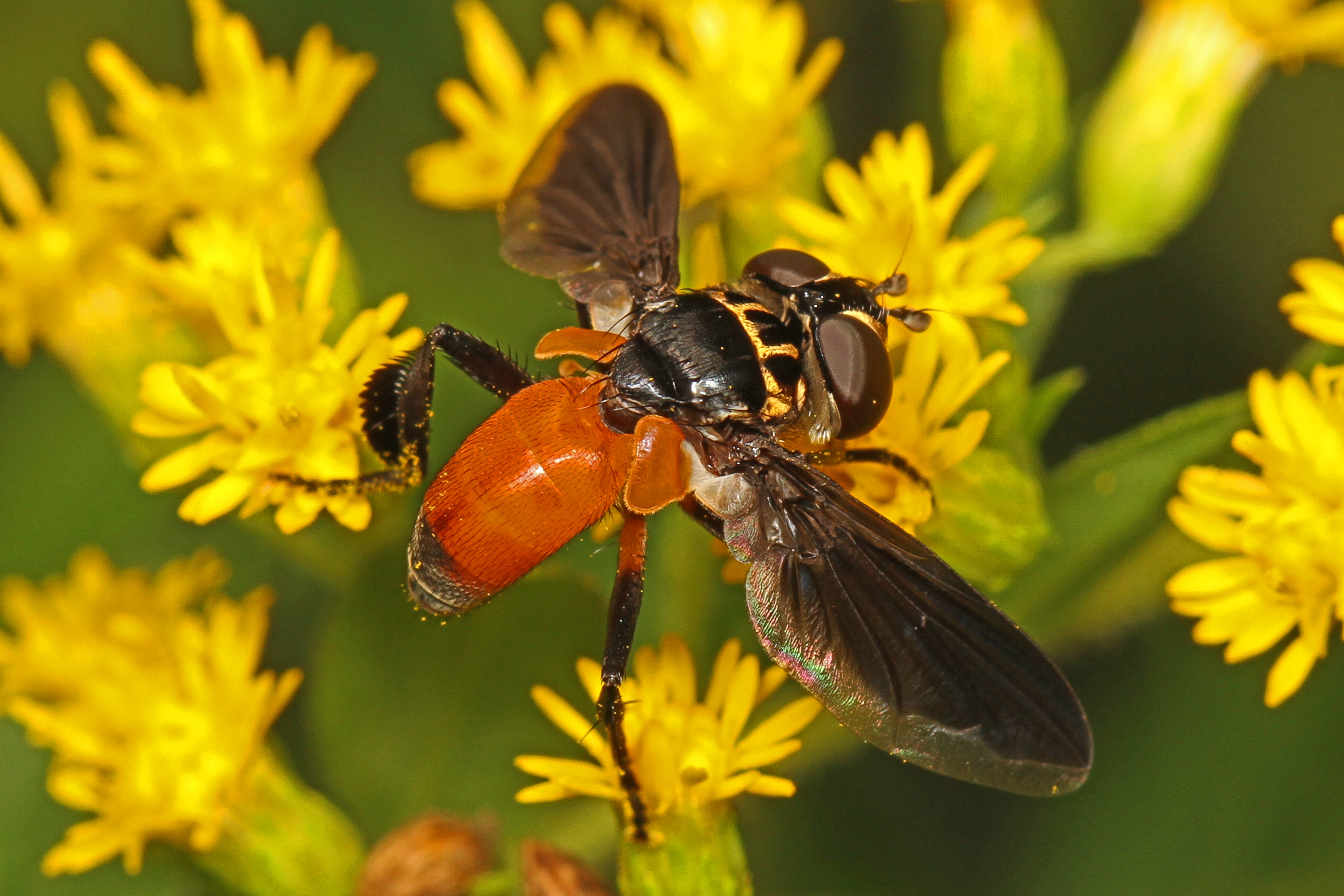
Hembra con abdomen naranja terminado en negro
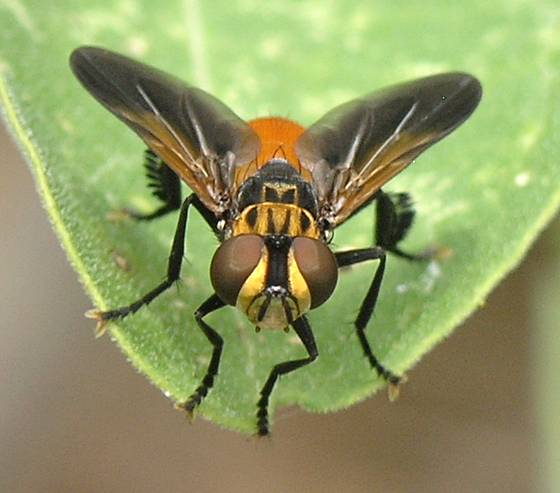
Vista frontal